# R. Stevie Moore
Pour les articles homonymes, voir Robert Moore et Moore.
Robert Steven Moore est un musicien américain qui enregistre des disques depuis la fin des années soixante sous le nom de R. Stevie Moore ou RSM. Il est l'auteur de plus de quatre cents albums enregistrés et diffusés, pour la grande majorité, de manière artisanale.

## Biographie
Il est né le 18 janvier 1952 à Nashville dans le Tennesse. Il est le fils du bassiste Bob Moore membre de la Nashville A-Team un groupe de musiciens de studio ayant enregistré avec Elvis Presley, Eddy Arnold, Patsy Cline, Jim Reeves, Bob Dylan et d'autres,. C'est d'ailleurs par l'intermédiaire de son père qu'il débute dans la musique, puisqu'il chantera en duo avec Jim Reeves sur le titre But You Love Me, Daddy lors d'un enregistrement 1959, le morceau connaitra un petit succès au Royaume-Uni en 1969. À partir de cette même période il se met à produire régulièrement des enregistrements sur des supports qui varieront dans le temps, de la cassette au MP3 en passant par les CD-R. Le tout distribué la plupart du temps de manière artisanale via notamment le R. Stevie Moore Cassette Club. Certains de ses albums seront produits par de véritables labels dont le français New Rose. Au cours des années il a collaboré avec de nombreux artistes dont récemment MGMT, Ariel Pink, Jad Fair, Mike Watt et Tim Burgess le chanteur de The Charlatans.